# روبرت ليفينغستون شويلر
روبرت ليفينغستون شويلر (بالإنجليزية: Robert Livingston Schuyler)‏ هو مؤرخ أمريكي، ولد في 1883 في نيويورك في الولايات المتحدة، وتوفي في 1966 في روتشستر في الولايات المتحدة.